# Antonio José de Irisarri
Antonio José de Irisarri Alonzo (Capitanía General de Guatemala, Imperio español; 7 de febrero de 1786-Nueva York, Estados Unidos; 10 de junio de 1868) fue un militar, político, diplomático y escritor guatemalteco-chileno que destacó en la independencia de Chile y posteriormente en el controversial tratado de Paucarpata durante la guerra contra la Confederación Perú-Boliviana. 

## Biografía

### Primeros años

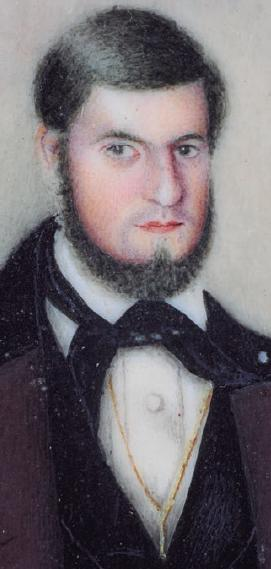
Retrato en miniatura de Irisarri realizado por su nieto, el pintor y caricaturista chileno Antonio Smith Irisarri. Museo Histórico Nacional de Chile.

Su padre, Juan Bautista de Irisarri Larazaín Vicuña y Aranibar —originario de Navarra, España— se radicó en la Capitanía General de Guatemala y tuvo mucho éxito en los negocios que tenía con la Nueva Granada, Nueva España, Madrid, Cádiz y varias ciudades en las colonias británicas en Norteamérica. El comerciante español radicaba en la ciudad de Santiago de los Caballeros de Guatemala —capital de la Capitanía General— pero tuvo que trasladarse a la villa provisional de la Nueva Guatemala de la Asunción en 1776 luego de que los terremotos de Santa Marta destruyeran a la capital en 1773. En la nueva capital nació Antonio José de Irisarri en 1786, cuando la misma todavía se encontraba en las primeras etapas de su construcción. Recibió las primeras letras en la escuela pública de los hermanos Betlemitas, la cual se limitaba al aprendizaje del catolicismo, la gramática y a las cuatro operaciones básicas de la aritmética, mientras que su madre se encargó de inculcarle las prácticas religiosas católicas que imperaban en esa época. También aprendió geometría, astronomía y latín en la escuela, y un profesor de origen español le enseñó los fundamentos de inglés, italiano y francés.
Tras la muerte de su padre en 1805, tuvo que encargarse de la cuantiosa herencia del fallecido; era tal la fortuna que heredó que cuando partió hacia México en 1806 para resolver asuntos pendientes de su padre, lo hizo en una embarcación de su propiedad, la «Esclaro de María». Fue interceptado por un buque pirata inglés que le robó el cargamento y lo hizo prisionero, pero pudo regresar a Guatemala cuando varios de los piratas fueron capturados e hicieron un intercambio de prisioneros con las autoridades españolas.  Nuevamente emprendió el viaje a México, esta vez por tierra, deteniéndose en Oaxaca por una temporada, para luego continuar hacia Puebla y la Ciudad de México, en donde se relacionó con las principales autoridades españolas de la localidad, quienes lo ayudaron a resolver los trámites judiciales que tenía contra varios establecimientos mercantiles. De esa cuenta, y gracias a su despejada inteligencia, obtuvo una ganancia de trescientos mil pesos al finalizar sus trámites, y regresó montado en mula a la Nueva Guatemala de la Asunción.
En 1808 se embarcó para Lima, en donde permaneció ocho meses en trámites de la herencia de su fallecido padre, y nuevamente tuvo la oportunidad de relacionarse con las principales autoridades españolas; luego pasó a Chile, en donde vivían numerosos familiares de apellido Lazaraín y Vicuña.  Allí conoció a su prima María Mercedes de Trucíos y Larraín —perteneciente a la familia de Los Ochocientos— con quien se casó en 1809, estableciéndose en el Reino de Chile.

### Independencia de Chile
En 1811 fue regidor del cabildo de Santiago y participó activamente en el movimiento independentista, escribiendo artículos bajo varios pseudónimos en los periódicos El Semanario Republicano y El Monitor Americano.  También tuvo varios puestos públicos, entre ellos:  comandante de la Guardia Cívica, intendente de la provincia de Santiago, y en 1814 debió asumir interinamente el puesto de director supremo de la Nación ante el retraso de la llegada de Francisco de la Lastra. Fue uno de los gestores del tratado de Lircay de 1814 entre realistas y patriotas a fines de la Patria Vieja.
Fue deportado a Mendoza (Argentina) tras el triunfo de los realistas, y tras pasar por Buenos Aires, partió a Londres en 1815, en donde se dedicó a estudiar. Regresó a Chile en 1818, haciéndose cargo de la cartera de Relaciones Exteriores del gobierno de Bernardo O'Higgins cuando éste ya había logrado asegurar la independencia chilena. Desde ese puesto intentó obtener el reconocimiento del Estado chileno por parte del Reino Unido y Francia, misión en la que fracasó; distinto fue el caso de un empréstito de cinco millones de pesos para el Estado que logró contratar en el Reino Unido.  Por este préstamo el gobierno de Chile lo recompensó con ciento cincuenta mil pesos, pero también fue víctima de calumnias.

### Embajador de Chile ante el Reino Unido
En 1822, estando de embajador de Chile en Londres, invitó a su amigo personal Andrés Bello para que ocupara el cargo de secretario de la embajada con un sueldo de dos mil pesos anuales.  También abogó porque se realizaran inversiones inglesas en Centroamérica, consiguiendo en 1825 que se establecieran empresas que él mismo iba a dirigir, pero que no se lograron establecer porque la respuesta de la Federación Centroamericana arribó hasta en febrero de 1826, y para entonces la situación financiera en el Reino Unido era desfavorable.

### Guerra civil de Centroamérica
Quedó en la ruina tras el fracaso de sus empresas de capital británico, así que abandonó Londres para regresar a Centroamérica, la cual se encontraba en medio de la guerra civil centroamericana en 1827.  Se unió al partido conservador que a la sazón ostentaba el poder del Estado de Guatemala por intermedio de Mariano de Aycinena y Piñol; fundó el periódico El Guatemalteco para apoyar al gobierno y fue comandante general del Estado, y segundo jefe de una división que fue enviada a la frontera con El Salvador.
El 20 de octubre de 1828, cuando la guerra civil estaba en su apogeo, el gobierno de Aycinena lo nombró Ministro de la Guerra, con el grado de coronel, para que restableciera la disciplina en las filas del ejército guatemalteco.  Derrotado el ejército guatemalteco por las fuerzas invasoras del general hondureño Francisco Morazán, Irisarri fue hecho prisionero y solo se salvó de morir cuando un soldado abogó por su persona; fue enviado a pie hasta San Salvador atado de brazos, en donde permaneció preso por nueve meses. El 4 de junio de 1829 el gobierno de Morazán expidió una ley por la que se le imponía la pena de muerte a todos los miembros del Clan Aycinena que habían participado en el gobierno conservador de Guatemala —incluyendo a Irisarri— previo que devolvieron al erario los sueldos de sus tres años de trabajo y la confiscación de todos sus bienes.
Irisarri logró escapar de la cárcel salvadoreña el 7 de enero de 1830 y se embarcó en Acajutla hacia Guayaquil, en Ecuador, en donde se refugia.

### Tratado de Paucarpata

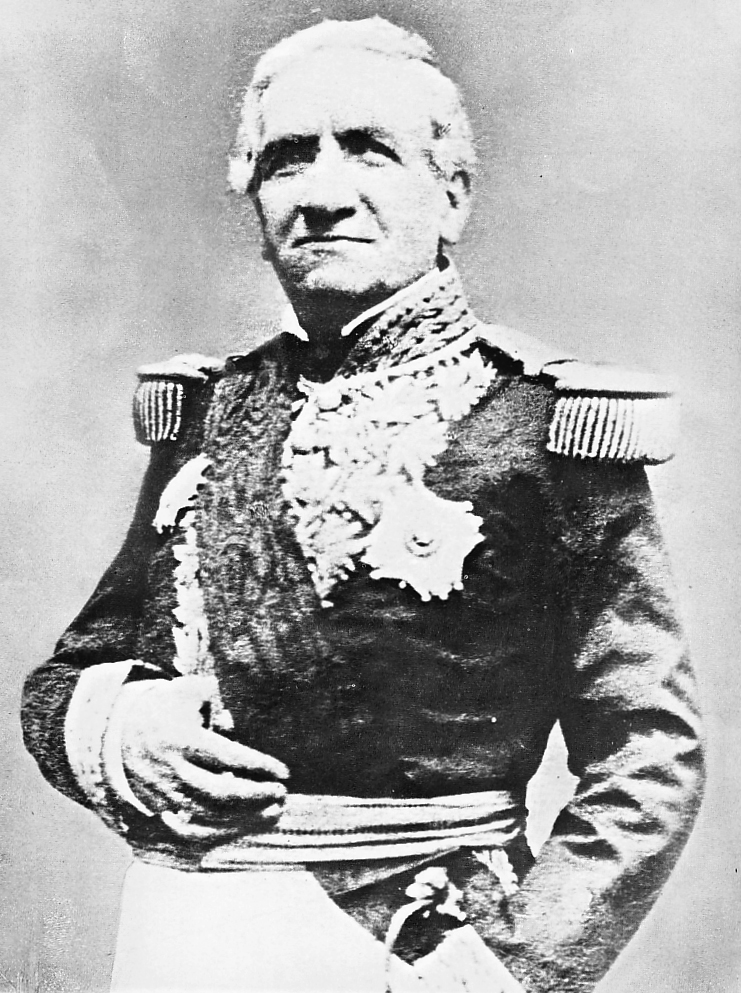
Mariscal Andrés de Santa Cruz, protector de la Confederación Perú-Boliviana, derrocado el 20 de febrero de 1839; llegó a Guayaquil junto con Irisarri. Foto del Archivo Courret.

Pocos meses después de estar en Guayaquil, regresó a Chile a reunirse con su esposa; de allí partió para Bolivia a arreglar asuntos legales del a familia de su esposa.  Cuando regresó a Chile ocupó varios cargos públicos, entre ellos gobernador del departamento de Curicó, intendente de Colchagua, cuyo mandato es tristemente recordado por el fusilamiento de opositores políticos, y embajador ante el Protectorado Perú-Boliviano durante la guerra entre dicho protectorado y Chile. Fue junto a Manuel Blanco Encalada uno de los gestores chilenos del tratado de Paucarpata, firmado por Chile —para proteger a los soldados de su ejército que se encontraban una situación precaria— y el protectorado, pero en Chile los exiliados peruanos encendieron los ánimos y consiguieron que Chile rechazara el tratado. Irisarri tuvo que quedarse en Lima y se enfocó en atender a los heridos chilenos que también quedaron en ese ciudad peruana.
El 20 de agosto de 1838, la Corte de Justicia de Santiago de Chile falló «contra el gobierno chileno, declarando que el pacto había salvado al ejército de ser infructuosamente destruido», basado en el alegato de Defensa de los tratados de paz de Paucaparta que escribió Irisarri.  El prestigio de Irisarri quedó restablecido, pero las victorias alcanzadas por el general Manuel Bulnes y el desencanto sufrido por el procesamiento que lo había condenado a muerte, hicieron que se trasladara nuevamente a Guayaquil, en donde entabló amistad con el gobernante, escribió varias obras y redactó algunos periódicos.  A esa ciudad ecuatoriana llegó junto con el depuesto presidente del Protectorado Perú-Boliviano, el mariscal Andrés de Santa Cruz.

### Paso por Colombia

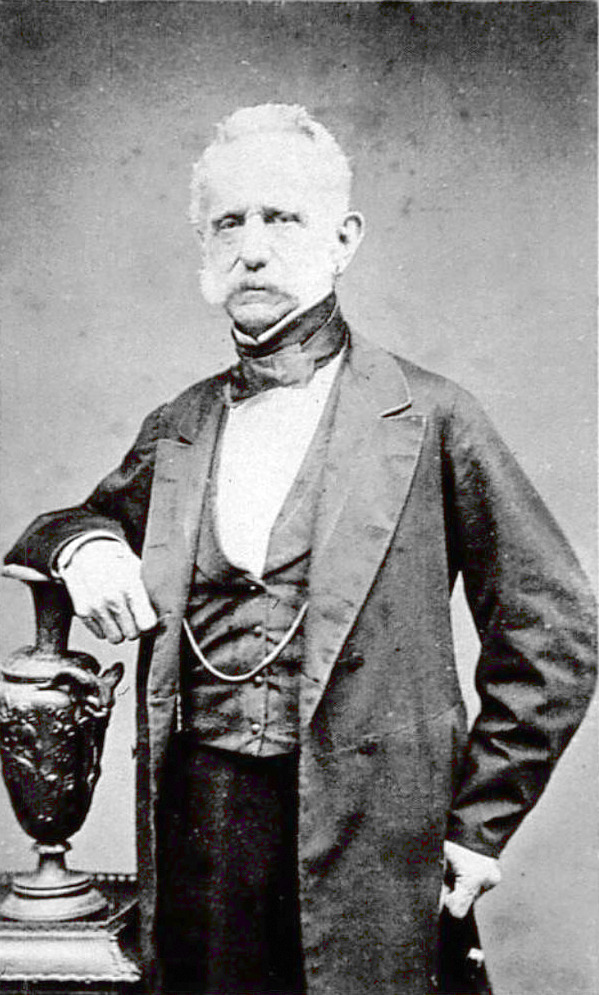
Tomás Cipriano de Mosquera, presidente de Colombia en 1846 y amigo personal de Irisarri.

En 1845 viajó a Colombia —entonces conocida como Nueva Granada—, llegando a Bogotá a finales de enero de 1846. Desde 1845 era presidente de Nueva Granada Tomás Cipriano de Mosquera —viejo amigo de Irisarri— quien al verse atacado en el periódico opositor Libertad y orden del antiguo subsecretario de Guerra, Alfonso Acevedo Tejada, solicitó al recién llegado que publicara un periódico en su defensa. Así fue como el 9 de mayo de 1846 Irisarri empezó a publicar Nosotros, orden y libertad del que se dijo: «Nosotros, orden y libertad; buen papel, bien escrito; su redactor es un filólogo consumado, hombre instruido y versado en la difícil ciencia del escritor público, puristas hasta las cachas, gran conocedor de la lengua, lleno de sal ática, amigo de retruécanos y juegos de palabras, que maneja a las mil maravillas.»
Cuando dijeron que el autor tendría que ser el judío errante que acababa de llegar a Colombia, Irisarri cambió el nombre por el de  cristiano errante, y así Nosotros, orden y liberad dejó de publicarse el 1 de agosto de 1846 siendo sustituido por El cristiano errante a partir del 8 de mayo de ese año. Su nuevo periódico que alcanzó mucho renombre y en él escribió parte de su autobiografía en formato de folletín de novela, y con el sobrenombre de «Romualdo».  En 1846 publicó en Bogotá la Historia crítica del asesinato cometido en la persona del Gran Mariscal de Ayacucho la que es considerada como una de sus mejores obras.
En 1847 el presidente Mosquera fue obligado a dimitir, e Irisarri tuvo que salir para Venezuela al ser víctima de feroces ataques de los enemigos de Mosquera, dejando inconclusa la publicación de su autobiografía en El cristiano errante.

### Misiones diplomáticas en los Estados Unidos

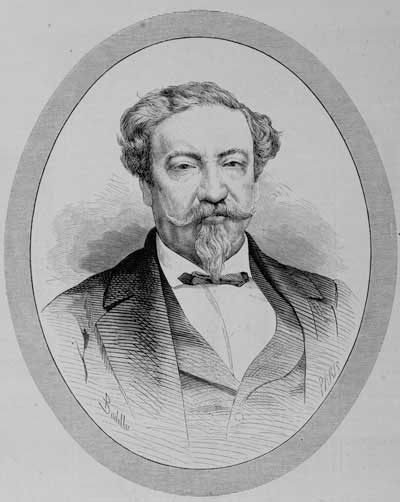
Dr. Lorenzo Montúfar, ideólogo liberal guatemalteco. Grabado de La Ilustración Española y Americana

En 1847 fue nombrado embajador de Guatemala ante Nueva Granada, pero ya no pudo ejercer el cargo porque salió de viaje hacia la Jamaica inglesa y Puerto Rico y Cuba —entonces todavía parte del Imperio Español—; finalmente en 1849 se estableció en Nueva York. Allí editó el periódico El Revisor, que fue utilizado como texto en varias escuelas para aprender español debido a la calidad de su redacción.
Seis años más tarde fue nombrado ministro plenipotenciario de Guatemala y El Salvador ante los Estados Unidos, y como tal, defendió arduamente junto con Luis Molina, encargado de negocios de Costa Rica el derecho que asistía a las pequeñas naciones centroamericanas ante la invasión del filibustero William Walker, personaje al que incluso toleraba el gobierno estadounidense.  Fue instrumental en que cesara el apoyo del gobierno estadounidense para el filibustero por medio de comunicados diplomáticos que cruzó con el Secretario de Estado estadounidense.
En 1863 dejó de representar a El Salvador ante el gobierno estadounidense, pues se declaró la guerra entre el gobierno liberal de ese país, al mando de Gerardo Barrios, y el conservador de Guatemala, al mando del general Rafael Carrera; los liberales salvadoreños, ansiosos de establecer una federación liberal en toda Centroamérica querían acabar con el régimen pro-catolicismo que imperaba en Guatemala y la acusaron de haber invadido con hordas de forajidos el territorio de Santa Ana en El Salvador.  La guerra se decidió en favor de las fuerzas guatemaltecas lideradas por Carrera, mientras que el conflicto diplomático entre Irisarri, y el doctor Lorenzo Montúfar —guatemalteco liberal que estaba representando los intereses del gobierno de Gerardo Barrios en perjuicio de los del gobierno conservador de Guatemala— dejó para la posteridad sendas cartas públicas que manifiestan la postura histórica y política de sus respectivos partidos y países en ese momento:
- Irisarri, Antonio José de (31 de octubre de 1863). Carta de don José de Irisarri a don Lorenzo Montúfar. Brooklyn, Nueva York.
- Montúfar, Lorenzo (1891). «Contestación de don Lorenzo Montúfar á don Antonio José de Irisarri: publicada en Londres el año de 1863». Club Liberal (2.ª edición) (Guatemala: La Unión).

## Muerte
Falleció en Nueva York mientras ocupaba el cargo de embajador de Guatemala ante el gobierno de los Estados Unidos. Sus restos fueron repatriados a su país natal en 1968, al cumplirse un centenario de su fallecimiento, y fueron sepultados en el montículo N.º 5, en el panteón de los literatos guatemaltecos del Cementerio de la Ciudad de Guatemala.

## Familia
Su hijo Hermógenes Irisarri, nacido en Santiago en 1819, llegó a ser un destacado poeta y político chileno, desempeñándose también como diplomático y periodista. También es abuelo del pintor paisajista Antonio Smith Irrisari.
Su tataranieta es Ana Lya Uriarte, hija de Lya Rodríguez Irisarri.

## Homenajes

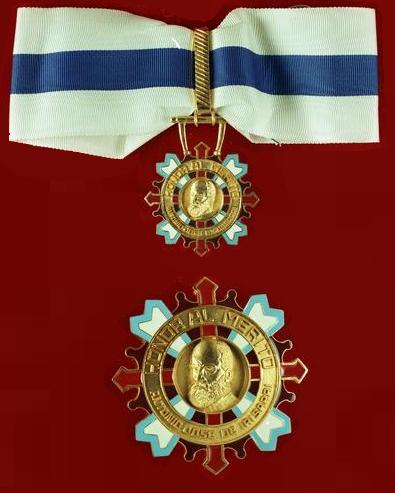
Condecoración de Gran Oficial de la orden «Antonio José de Irisarri».

### En vida
Fue nombrado oficial de la Legión del Mérito de Chile.

### Póstumos
En 1960 se construyó el panteón dedicado a los intelectuales ilustres fallecidos en el extranjero en el montículo N.°5. Desafortunadamente, debido al golpe de Estado de 1963 que derrocó al general Miguel Ydígoras Fuentes, presidente de Guatemala y promotor de la idea, el proyecto quedó abandonado; solamente Antonio José de Irisarri —cuyos restos fueron repatriados en 1968— y el poeta Domingo Estrada —cuyo deceso ocurrió en París en 1901— están sepultados en él. Otros literatos, como Enrique Gómez Carrillo fueron recordados con una placa conmemorativa ante la imposibilidad de repatriar sus restos. Para finales del siglo xx todas las letras de bronce habían sido robadas, las placas estaban atestadas de grafiti y el sitio estaba completamente abandonado.
En 1973 el gobierno guatemalteco estableció la Orden "Antonio José de Irisarri"; es otorgada a personas o entidades, guatemaltecas y extranjeras, que se hayan distinguido en relaciones internacionales o contribuido a la lucha por la independencia y la soberanía de los pueblos.
El 2 de diciembre de 2009, el Gobierno  fue 502 de Guatemala inauguró la Sexta Brigada de Infantería, «Coronel Antonio José de Irisarri», con sede en Playa Grande, Ixcán, Quiché.

## Obras de Irisarri

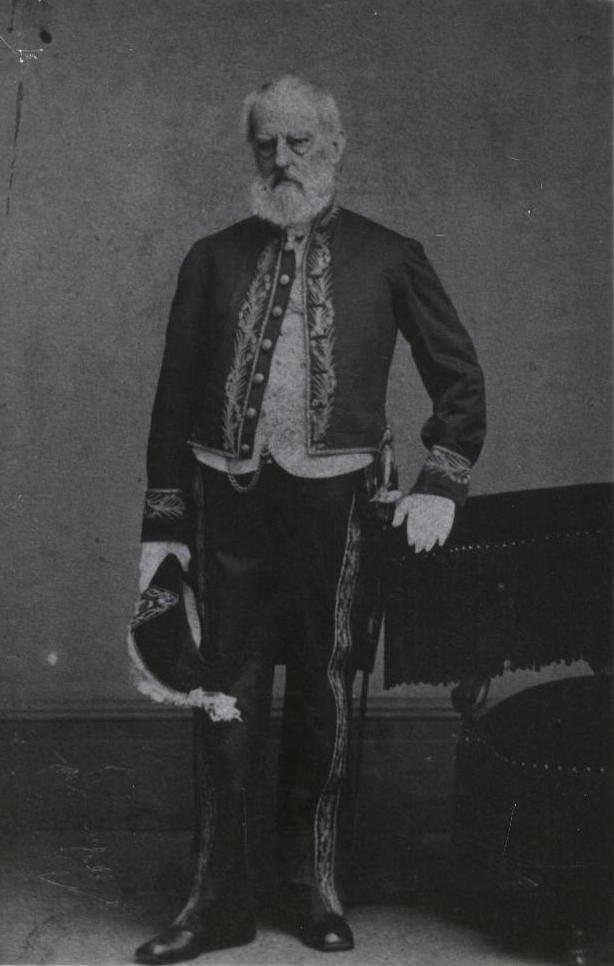
Antonio José de Irisarri, retrato de cuerpo entero con uniforme.

### Libros
- Carta de un Americano a un Diputado de las Cortes Extraordinarias de España. Imprenta de Nichols. Londres (1821).[44][45]

- Irisarri, Antonio José de (1833). Empréstito de Chile. Santiago de Chile: Imprenta de La Opinión.
- — (1838). Defensa de los tratados de paz de Paucarpata, hecha el 20 de enero de 1838. Lima, Perú: Imprenta de Eusebio Aranda.
- — (1846). Historia crítica del asesinato cometido en la persona del Gran Mariscal de Ayacucho. Bogotá: Imprenta de José Cualla.
- Cuestiones filológicas. Nueva York (1861).
- Historia del perínclito Epaminondas del Cauca. Nueva York (1863).[46]

### Periódicos
- El Semanario Republicano (Chile, 1813)
- El Monitor Americano (Chile, 1814)[14]
- El Guatemalteco (Guatemala, 1828)[23]
- La Balanza (Ecuador, 1840)[47]
- El Cristiano Errante (Colombia, 1846): obra en que publicó una versión novelada de su vida, con el sobrenombre de Romualdo Villapedrosa; el apellido del protagonista era una versión alterna del apellido Irisarri, pues en lengua vasca, Iris significa «ciudad» y Sarri significa «piedra».[47]  Originalmente iba a estar constituida por siete volúmenes, pero por el derrocamiento del presidente Mosquera en Colombia solamente se publicó parte del primero: 
  1. Desde su nacimiento a su llegada a Chile en 1809
  2. Estancia en Chile y destierro en 1814
  3. Experiencias en Europa, regreso a Chile y embajada en el Reino Unido
  4. Guerra Civil Centroamericana, encarcelamiento y huida hacia América del Sur
  5. Guerra entre Chile y la Confederación Perú-Boliviana
  6. Vida en Ecuador, su periódico La balanza y una polémica con José Joaquín de Olmedo
  7. Vida en Nueva Granada[47]
- El Revisor (Estados Unidos, 1849)[36]